# ダラー・ウォッチ

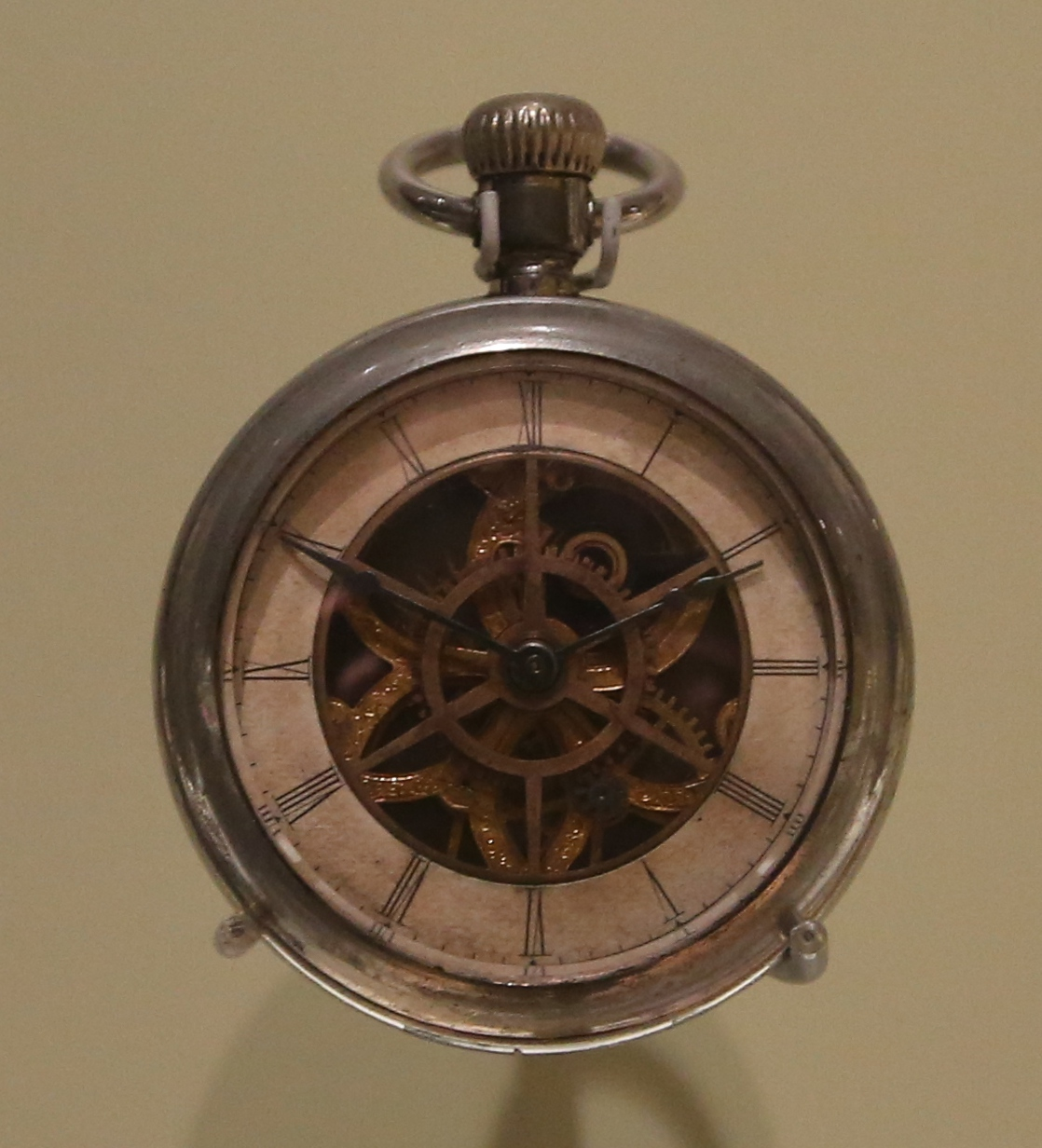
ウォーターベリーのダラー・ウォッチ

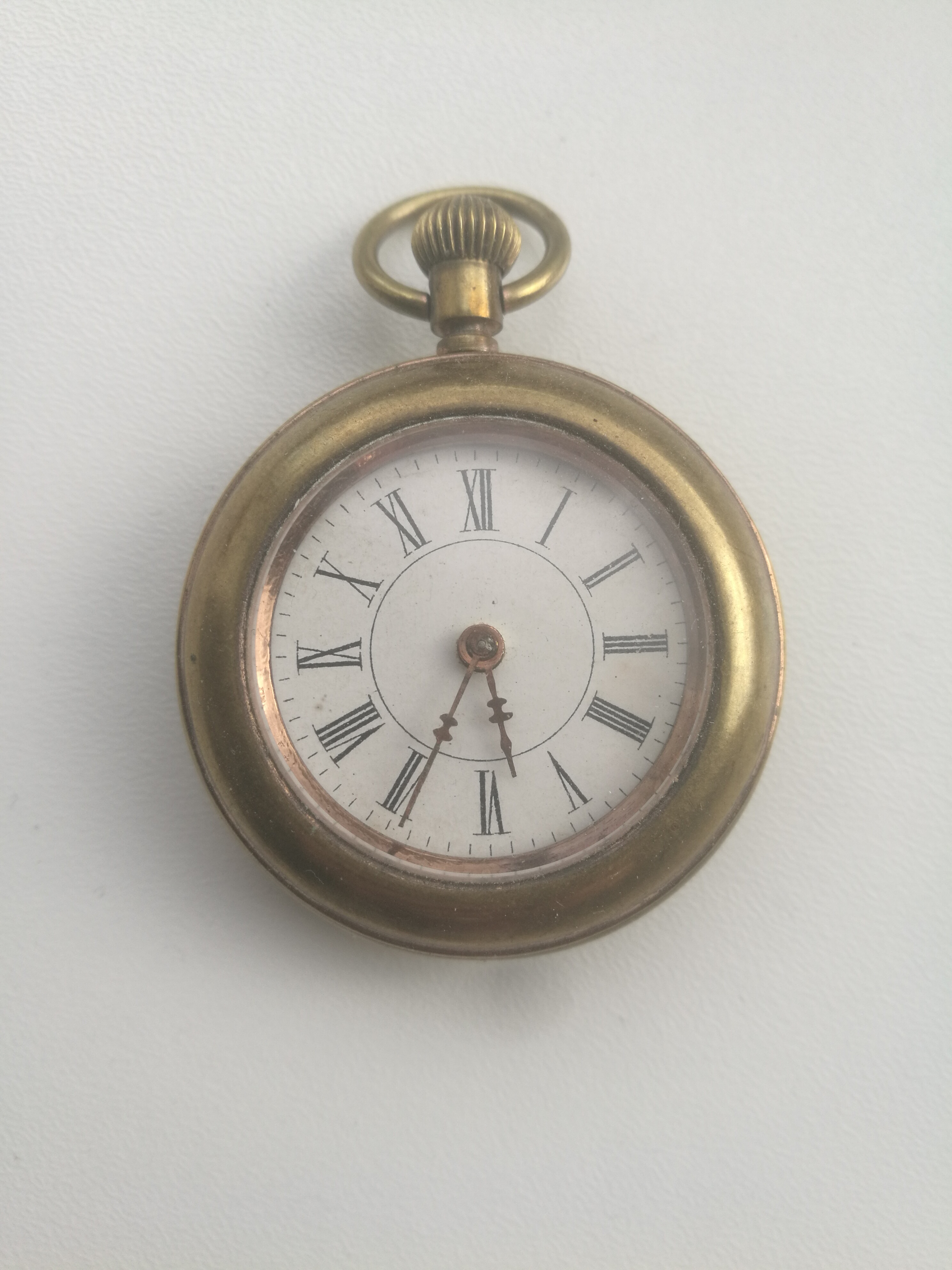
交換用ガラスと文字盤を備えたダラー・ウォッチ。文字盤は他の安物と同様に紙で出来ている。

ダラー・ウォッチ(英:dollar watch)とは1ドルか1ドルに近い値段で販売された格安の懐中時計、腕時計である。

## 歴史
1867年にはフランスで20フランで買える庶民向けの時計、La Prolétaireが発売され、1ドルで販売できる格安時計を作る試みは1870年代に始まった。 1880年までに、ウォーターベリー・ウォッチ・カンパニー (現在のタイメックス) は、いわゆるロング・ウィンド時計を3.50ドルで販売できるところまでコストを下げた。 1890年代初頭、インガソール・ウォッチ・カンパニーはウォーターベリー・ウォッチ・カンパニーの時計を時計ケースに入れて 1.50ドルで販売し始めた。
値段1ドルの時計はインガソールがヤンキーと呼ばれる時計を発表した1896年に達成された。これにより、当時入手可能な最も安価な時計となり、価格が1ドルになった最初の時計になった。
1894年にはインガーソルによるウォーターベリー・クロックへの時計の発注数は50万個に及んだ。
ダラー・ウォッチの特徴は、シンプルで頑丈なデザイン、ピンパレット脱進機など安価で簡易な構造の脱進機を使用して、宝石軸受がないか、宝石軸受が1つだけ付いている。直径が約18サイズ (2インチ(51 mm)) であることである。1892年から1950年代半ばまでの販売価格は約1ドルだった。他の多くの会社がそれらを製造し、文字盤には文字通り何百もの名前が付けられた。1905年頃から、インガソールは英国で自社の時計をクラウンウォッチとして販売し始めた。